# Homostichanthus
Homostichanthus is een geslacht van zeeanemonen uit de klasse van de Anthozoa (bloemdieren).

## Soort
- Homostichanthus duerdeni Carlgren, 1900